# Париккала
Па́риккала (фин. Parikkala) — община в провинции Южная Карелия, губерния Южная Финляндия, Финляндия. Общая площадь территории — 760,71 км², из которых 167,78 км² — вода.

## География
На территории общины расположены озёра Куккаролахти, Симпелеярви, а также Пюхяярви (частично).

## История

### Российская империя (1721—1917)
С 1721 года в составе созданной Санкт-Петербургской губернии Выборгской провинции.
В июле 1743 года императрица Елизавета Петровна даровала в наследственную собственность графу М. И. Воронцову волости Париккала, Куркиёки и Яккима. После смерти графа М. И. Воронцова земли принадлежали разным наследникам по линии Воронцовых—Скавронских.

### Финляндия
С 1 января 2005 года территория муниципалитета увеличилась за счёт объединения с соседними Саари и Уукуниеми, расположенными севернее. В начале 2011 года обсуждалась возможность объединения с Кесялахти, входящим в состав области Северная Карелия. Однако объединение не состоялось.

### Трансграничное сотрудничество
Париккала занимает приграничное положение. По восточному краю муниципалитета проходит российско-финляндская граница. Действует пункт упрощенного пропуска Париккала-Сювяоро — только для экспорта лесопродукции. 13 августа 2012 года во время визита в коммуну главы Республики Карелия Александра Худилайнена, обсуждался вопрос об открытии международного погранично-пропускного пункта Париккала-Сювяоро для пассажирского движения к 2014 году, в связи с чем министр внутренних дел Пяйви Рясянен заявила, что в ближайшее время этот вопрос рассматриваться не будет. Тем не менее, вопрос был принят к рассмотрению финской стороной на перспективу до 2017 года. Российская сторона форсирует продвижение открытия пропускного пункта. На временном пропускном пункте с января по август 2013 года было зафиксировано 6 900 пересечений границы.
В сентябре 2013 года на территории России началось строительство автодороги Ихала-Райвио-Сювяоро (госграница) длиной 18 км, которая соединит Париккала с российской автострадой. Окончание строительства намечено на 2015 год, а бюджет составил почти 9 млн евро (1,8 млн было вложено российской стороной, а 7 млн евро поступило из европейской программы сотрудничества ENPI — European Neighbourhood and Partnership Instrument). По оценкам исследовательского центра TAK, прибыль для Финляндии от открытия МАПП составила бы до 57 миллионов евро. В 2015 году, однако, министр внутренних дел Финляндии Петтери Орпо отклонил заявку на переоборудование погранпункта в международный из-за ухудшения экономической ситуации в стране. В 2015 году была сформирована новая программа сотрудничества приграничных территорий России и Юго-Восточной Финляндии, первый этап финансирования программы составит около 70 миллионов евро. Её реализация подразумевает строительство подъездной дороги к пункту пропуска Сювяоро-Париккала с финской стороны. В будущем России и Финляндии предстоит принять совместное решение о придании этому пункту пропуска статуса международного.Рабочая встреча с финской делегацией. 27 мая 2015

## Демография
На 31 декабря 2019 года в общине Париккала проживают 4728 человека.
Финский язык является родным для 97,93 % жителей, шведский — для 0,17 %. Прочие языки являются родными для 1,9 % жителей общины.
Возрастной состав населения:
- до 14 лет — 10,79 %
- от 15 до 64 лет — 60,14 %
- от 65 лет — 29,33 %

| 1980 | 1990 | 2000 | 2010 | 2011 | 2019 |
| ---- | ---- | ---- | ---- | ---- | ---- |
| 8809 | 7893 | 6653 | 5787 | 5772 | 4728 |

## Достопримечательности
- Евангелическо-лютеранская церковь Париккалы (1817)
- Православная часовня (1979)
- Парк статуй (фин. patsaspuisto) Вейо Рёнккёнена.